# Roksana Zasina
Roksana Zasina (ur. 21 sierpnia 1988 w Łodzi) – polska zapaśniczka, mistrzyni Polski i Europy.
Wychowanka Klubu Sportowego "20" Łódź. Pierwszy tytuł Mistrzyni Polski seniorek zdobyła w 2007 r. Od 2008 r. zawodniczka Zgierskiego Towarzystwa Atletycznego (ZTA Zgierz), jej największym sukcesem w karierze jest brązowy medal mistrzostw świata w kategorii do 53 kg. (Paryż 2017 r. A także mistrzostwo Europy w wadze do 51 kg w 2013 i brązowy medal tej imprezy zdobyty 3 lata później w kategorii 55 kg. W 2015 roku zdobyła srebrny medal igrzysk europejskich (kat. 53 kg).
Startowała również na mistrzostwach świata w 2008 (16 miejsce w kat. 51 kg), 2009 (12 miejsce w kat. 51 kg), 2010 (5 miejsce w kat. 51 kg) i 2012 (8 miejsce w kat. 51 kg) oraz mistrzostwach Europy w 2011 (9 miejsce w kat. 51 kg) i 2012 (5 miejsce w kat. 55 kg).
Siódma w Pucharze Świata w 2015 roku.